# لانتانا صغيرة السداة
لانتانا صغيرة السداة (الاسم العلمي: Lantana micrantha) هي نوع نباتي يتبع جنس اللانتانا من فصيلة اللويزية.